# 与党

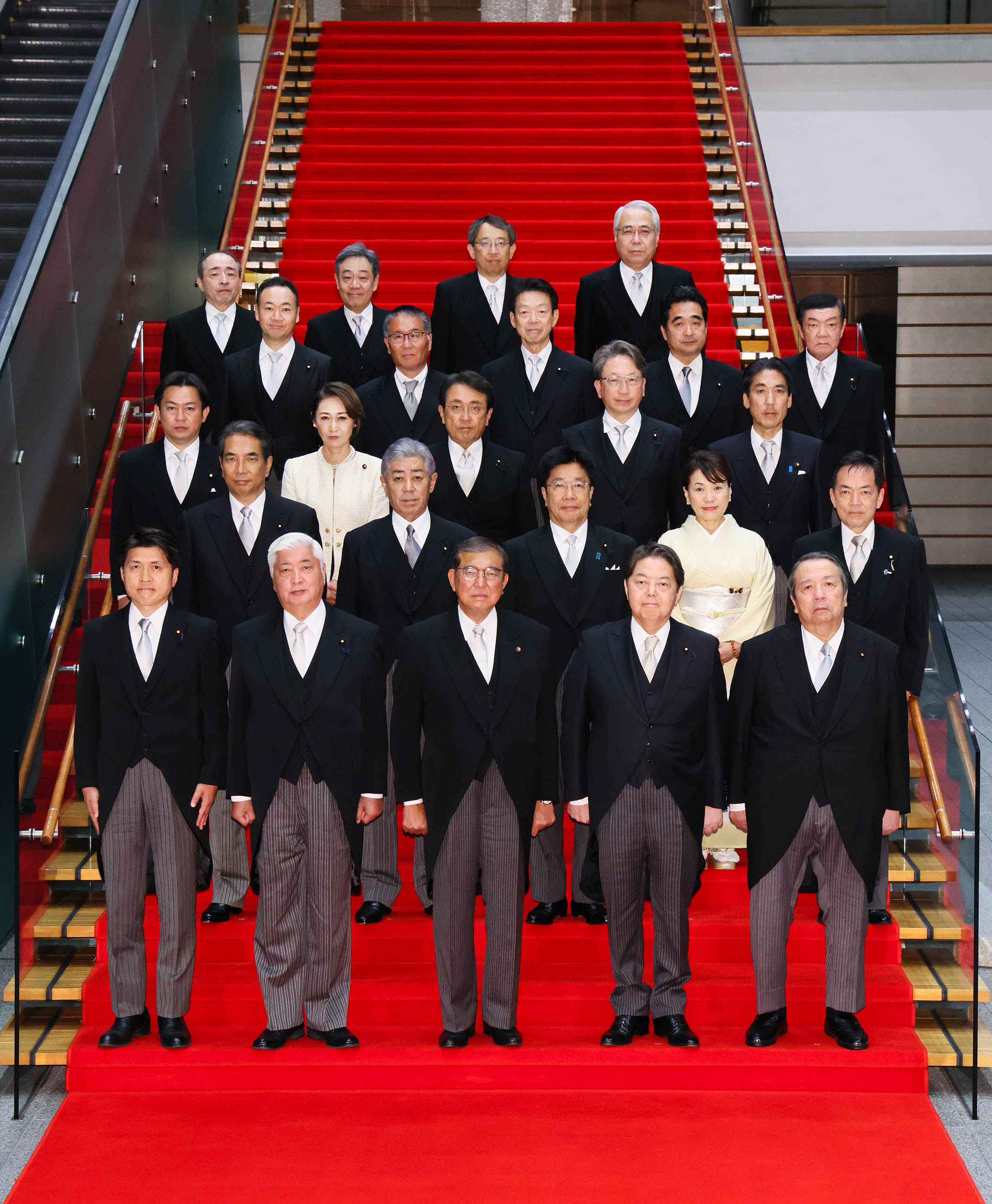
自由民主党、公明党による連立内閣（第2次石破内閣）

与党（よとう）は、政権を構成し行政を担当する政党のこと。「在朝党」とも呼ばれた。対義語は、野党。
与党とは、行政府を与る（あずかる）あるいは行政府に与する（くみする）政党の意味である。一般には内閣を組織している政党を指す。内閣が一党で組織される場合には単独内閣、内閣が複数党で組織される場合には連立内閣とよばれ、また、内閣には加わらないものの内閣の方針を基本的に支持する形をとる場合には閣外協力と呼ぶ。与党の要件は党として現在の政権を恒常的に支持し、政権協定などの形で参与することである。日本では一般的には政権を担っている政党を指して用いられている。
日本では明治時代に、藩閥が政府を支配することを前提として、議会で藩閥に近い立場の吏党と民権運動に近い立場の民党の区別があったが、藩閥の力が衰え政党政治が始まった頃から、これに代わるものとして「与党」・「野党」という言葉が用いられるようになった（大正デモクラシーも参照）。
なお、自由選挙が行われていない国における執権政党は与党とは呼ばれない。ヘゲモニー政党制を参照。

## 英語
イギリスでは政権を担う政党は政権党 (government)、担わない政党は反対党 (opposition) と呼ばれる。
冒頭の通り、日本では「与党」は一般的には政権を担っている政党を指して用いられているが、イギリスなどとは異なり、日本では「政府・与党連絡会議」のように政府 (government) とは区別して用いられている。
日本の英字新聞では与党に相当する語として ruling party （支配する党）を使うことが多い。

## 一元代表制の場合の与党
現在議院内閣制のように内閣は議会の多数派を基盤として成立し民意が一元的に表れるシステムを一元代表制と呼ぶ。英連邦王国や日本、ドイツなどの議院内閣制の国においては、行政府の存立には議会（多くは下院）の信任を要し、通常、議会多数派が政権を担い与党となっている。一般に議院内閣制の下では与党は基本的に議会で多数を占めているが、与党内の分裂あるいは連立与党間の連立解消も生じることがあり、これによって少数与党に転落しているケースもある。また英連邦王国など、元首がまず内閣を任命し、後に議会が信任の可否を判断する制度の国でも、連立工作で過半数を得た勢力がない場合に当初より少数与党の内閣が発足する場合もある。明治憲法下の日本において憲政の常道により内閣が任命されていた時代では、過半数を制しているか否かに関わらず衆議院第1党が内閣を構成し、政局により内閣が倒れた場合は第2党が内閣を構成していたため、発足当初からの少数与党のケースが頻発した。

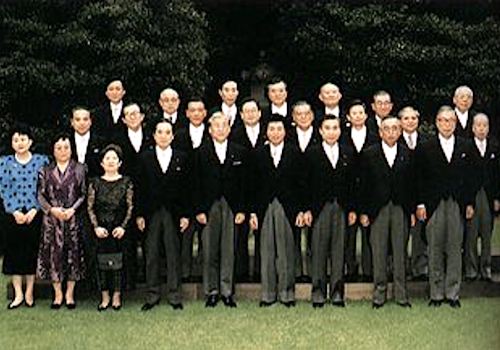
細川内閣

日本の内閣総理大臣指名選挙では与党の党首が内閣総理大臣に指名されることが多いが、連立政権の場合指名されるのは第一党の党首と限らない。1993年の連立政権内の第一党は日本社会党、その党首は村山富市だったが、首班選挙時は日本新党の細川護熙が指名された（細川内閣）。

または議会第一党自由民主党・第二党日本社会党と新党さきがけによる安定多数の村山富市内閣がある。(首班が日本社会党委員長の村山富市。)

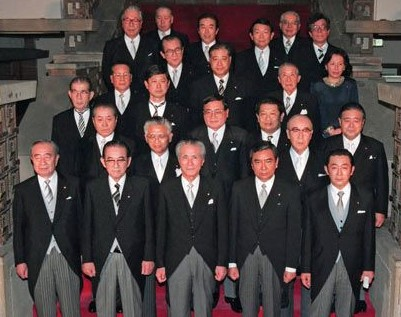
村山内閣

## 二元代表制の場合
これに対してアメリカ型大統領制のように大統領（首長）と議会とは別々に選出され民意が二元的に表れるシステムは二元代表制と呼ばれる。このような政治制度の場合には必ずしも議会多数派が政権を担っているわけでなく、また議会が二院制であれば上下両院で多数派が異なっていることもある。アメリカでは議会の多数党と大統領の所属政党が一致するとは限らない。また議会では多数党・少数党といった分け方がなされることもあるが、上下両院で多数派が異なっていることも多いということもあって、通常、「共和党」あるいは「民主党」といった政党の固有名詞が使われるにとどまる。アメリカの政治ニュースが日本で報道される場合に「◯◯政権の与党・□□党」といった表現が用いられる（この場合大統領の所属政党を指す）ことがあるが、アメリカではこれに対応する表現は見つけがたい。日本の地方公共団体も二元代表制だが、首長が無所属の場合でも議会でその政策を恒常的に支持している政党や会派があるときはそれらを実質的に「与党」と表現することがある。
経済同友会は、本来行政の長と議会がそれぞれ独立して住民を代表すべき地方の二元代表制の下で、議会が十分に行政を監視できず、事実上の与党となりがちだと警告した。

## 民主国家における長期与党政党
- メキシコ：制度的革命党（1929年-2000年、2012年-2018年）
- 日本：自由民主党（1955年-1993年、1994年-2009年、2012年-）[注釈 1]
- スウェーデン：スウェーデン社会民主労働者党（1917年-1936年6月、1936年9月-1976年、1982年-1991年、1994年-2006年、2014年-）
- デンマーク：社会民主党（1929年-1945年、1953年-1968年、1975年-1981年、1993年-2001年）
- ノルウェー：ノルウェー労働党（1936年-1965年、1973年-1981年、2005年-2013年）

## 日本で与党を経験した政党の一覧
以下は政権（連立政権）などで与党に入った経験がある政党と、それらが与党であった期間の一覧である。令和6年（2024年）10月1日現在の与党は自由民主党と公明党、総理大臣は石破茂。
※（）の中はその党から指名された内閣総理大臣。閣外協力は除く。
- 自由党 (日本 1890-1898):1896年
- 進歩党 (日本 1896-1898):1896年 - 1897年
- 憲政党（大隈重信）:1898年
- 立憲政友会（伊藤博文・西園寺公望・山本権兵衛・原敬・高橋是清・田中義一・犬養毅）:1900年 - 1901年、1906年 - 1908年、1911年 - 1912年、1913年 - 1914年、1918年 - 1924年、1924年 - 1925年、1927年 - 1929年、1931年 - 1934年、1936年 - 1937年、1937年 - 1940年
- 立憲同志会（大隈重信）:1914年 - 1916年
- 憲政会（加藤高明・若槻禮次郎）:1924年 - 1927年
- 革新倶楽部:1923年 - 1924年、1924年 - 1925年
- 立憲民政党（濱口雄幸・若槻禮次郎）:1929年 - 1931年、1932年 - 1937年、1937年 - 1940年
- 昭和会:1935年 - 1937年
- 国民同盟:1937年 - 1940年1月、1940年7月 - 10月
- 大政翼賛会（近衛文麿・東條英機・小磯國昭・鈴木貫太郎）:1940年 - 1945年
- 翼賛政治会:1942年 - 1945年
- 大日本政治会:1945年
- 日本進歩党（幣原喜重郎[注釈 2]）:1945年 - 1947年
- 日本自由党（吉田茂）:1945年 - 1947年
- 日本社会党（片山哲・村山富市）:1947年 - 1948年、1993年 - 1994年、1994年 - 1996年
- 民主党 (日本 1947-1950)（芦田均）:1947年 - 1948年、1949年 - 1950年
- 国民協同党:1947年 - 1948年
- 民主自由党（吉田茂）:1948年 - 1950年
- 自由党 (日本 1950-1955)（吉田茂）:1950年 - 1954年
- 日本民主党（鳩山一郎）:1954年 - 1955年
- 自由民主党（鳩山一郎・石橋湛山・岸信介・池田勇人・佐藤栄作・田中角栄・三木武夫・福田赳夫・大平正芳・鈴木善幸・中曽根康弘・竹下登・宇野宗佑・海部俊樹・宮澤喜一・橋本龍太郎・小渕恵三・森喜朗・小泉純一郎・安倍晋三・福田康夫・麻生太郎・菅義偉・岸田文雄・石破茂）:1955年 - 1993年、1994年 - 2009年、2012年 -
- 新自由クラブ:1983年 - 1986年
- 日本新党（細川護熙）:1993年 - 1994年
- 新生党（羽田孜）:1993年 - 1994年
- 民社党:1993年 - 1994年
- 新党さきがけ:1993年 - 1994年、1994年 - 1996年
- 社会民主連合:1993年 - 1994年
- 民主改革連合:1993年 - 1994年
- 公明党:1993年 - 1994年、1999年 - 2009年、2012年 -
- 自由党 (日本 1994):1994年
- 社会民主党:1996年、2009年 - 2010年
- 自由党 (日本 1998-2003):1999年 - 2000年
- 保守党→保守新党:1999年 - 2003年
- 民主党 (日本 1998-2016)（鳩山由紀夫・菅直人・野田佳彦）:2009年 - 2012年
- 国民新党:2009年 - 2012年